# Muzeum Sztuki w Łodzi
Muzeum Sztuki w Łodzi – muzeum w Łodzi, którego główną osią programową jest badanie i prezentowanie sztuki awangardowej oraz progresywnych zjawisk artystycznych. Instytucja posiada trzy oddziały: ms1, ms2 oraz Muzeum Pałac Herbsta. Założone w 1930 r. jest jednym z najstarszych do dziś istniejącym muzeów, kolekcjonującym sztukę awangardową. W 1998 roku Muzeum Sztuki w Łodzi zostało wpisane do Państwowego Rejestru Muzeów pod numerem 53.

## Misja
Muzeum Sztuki w Łodzi koncentruje się na badaniu oraz prezentowaniu w różnorodnych kontekstach dzieł zgromadzonych w kolekcji sztuki XX i XXI wieku, a także na promowaniu progresywnych zjawisk artystycznych oraz wzmacnianiu roli sztuki jako elementu życia społecznego m.in. poprzez działania edukacyjne.
Realizowany program koresponduje z awangardowym projektem wypracowanym na przełomie lat 20. i 30. XX wieku przez grupę „a.r.”, a przede wszystkim Władysława Strzemińskiego, Katarzynę Kobro i Henryka Stażewskiego oraz ze sformułowaną przez Ryszarda Stanisławskiego (dyrektora Muzeum w latach 1966–1992) ideą „muzeum jako instrumentu krytycznego”. Idee te zyskują rozwinięcie w założeniu, że muzeum ma potencjał redefiniowania i aktualizowania pojęć sztuki i kultury oraz wytwarzania społecznych relacji z udziałem sztuki. Poprzez program wystawienniczy, naukowy, edukacyjny i wydawniczy Muzeum stara się urzeczywistniać ideę sztuki jako sposobu poznawania, odczuwania i rozumienia rzeczywistości, która była częścią awangardowego marzenia o twórczym życiu dostępnym dla każdego.

## Historia

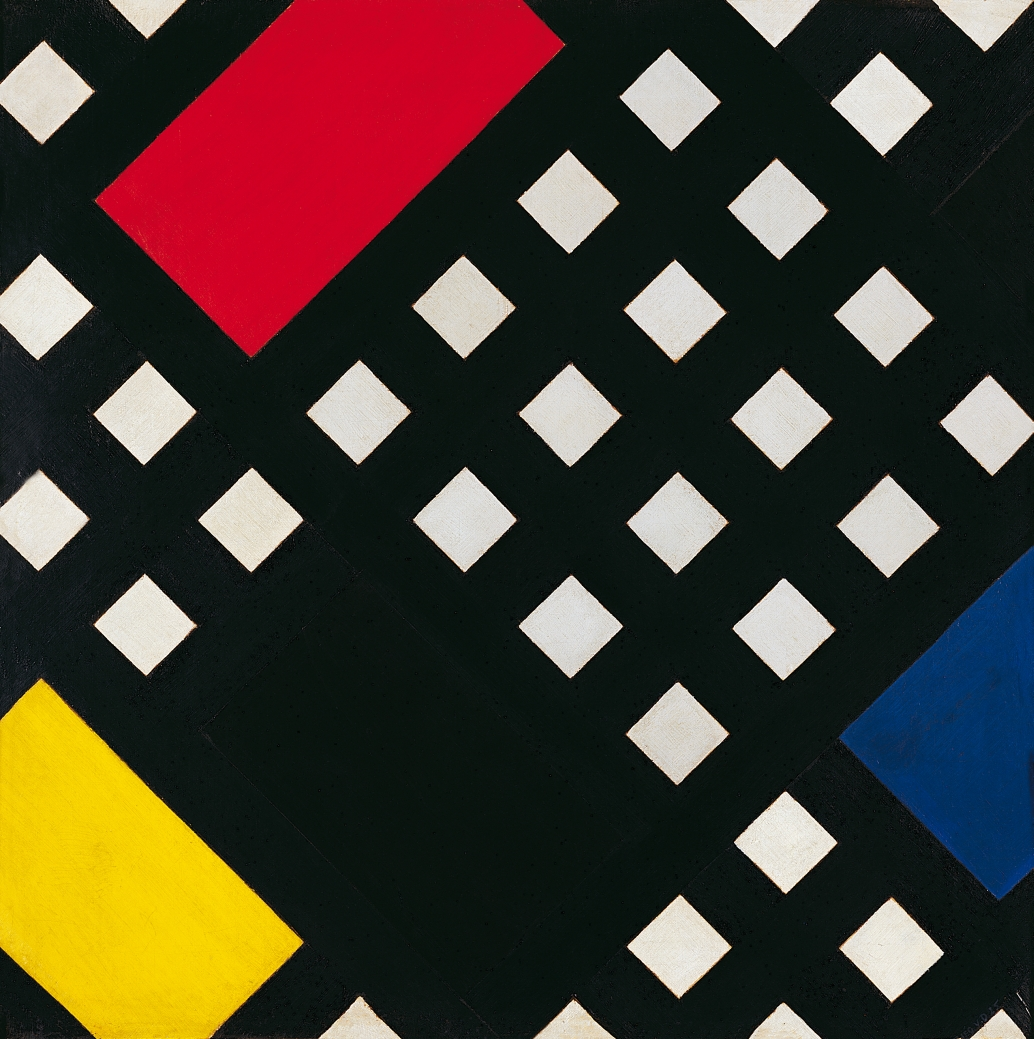
Theo van Doesburg, Kontrkompozycja XV, 1925

Muzeum Sztuki powstało na skutek reorganizacji łódzkiego muzealnictwa w 1930 roku. Podstawą jego zbiorów jest kolekcja sztuki nowoczesnej grupy „a.r.” zgromadzona w latach 1929–1932 i uzupełniana do 1938 r. w kraju i za granicą. Inicjatorem i głównym animatorem akcji pozyskiwania darów od artystów był malarz i teoretyk sztuki Władysław Strzemiński, aktywnie wspierany przez rzeźbiarkę Katarzynę Kobro, malarza Henryka Stażewskiego oraz poetów Jana Brzękowskiego i Juliana Przybosia.

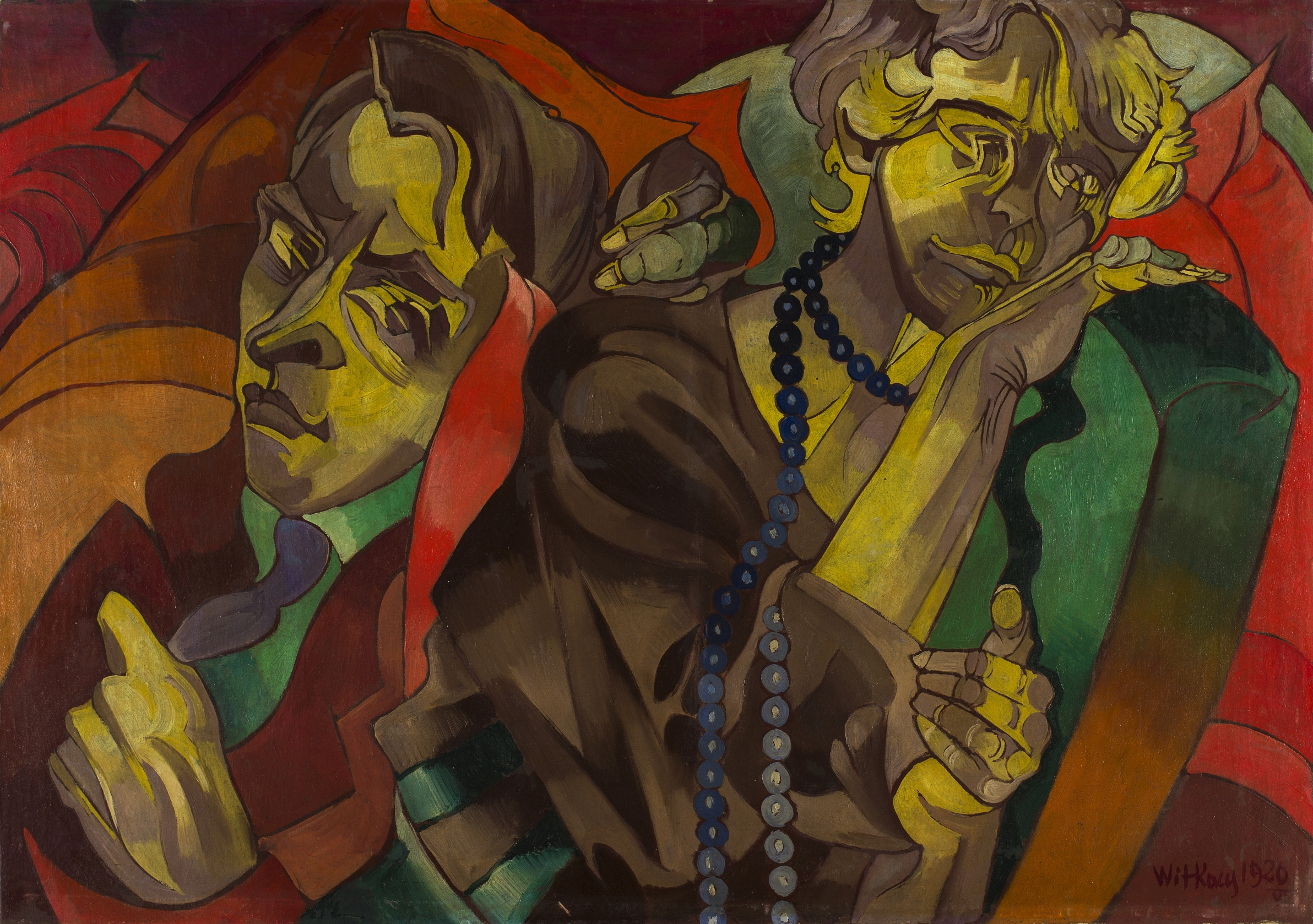
Witkacy, Dwie Głowy, 1920

Zebrana kolekcja stanowi obraz preferencji artystycznych Strzemińskiego, choć jej ostateczny kształt jest wypadkową działań wielu osób, przede wszystkim Stażewskiego i Brzękowskiego oraz Hansa Arpa i Michela Seuphora. Stanowi przegląd awangardowych nurtów i tendencji końca lat 20. XX wieku, z reprezentacją dzieł abstrakcjonistów, takich jak: Hans Arp i Sophie Taeuber-Arp, Theo van Doesburg, Jean Gorin, Jean Helion, Vilmos Huszar, Henryk Stażewski czy Georges Vantongerloo. Znalazły się w niej też dzieła artystów z kręgu kubizmu (np. Fernanda Légera, Louisa Marcoussisa), futuryzmu (Enrica Prampoliniego), dadaizmu (Kurta Schwittersa), surrealizmu (Maxa Ernsta, Kurta Seligmanna), formizmu (np. Leona Chwistka, Tytusa Czyżewskiego), „czystej formy” (Stanisława Ignacego Witkiewicza) czy unizmu (Władysława Strzemińskiego). Kolekcja została zainicjowana przez samych artystów i ukształtowana w wyniku solidarnego działania – bezpłatnego przekazywania prac przez twórców z różnych państw, na przekór artystycznym różnicom.

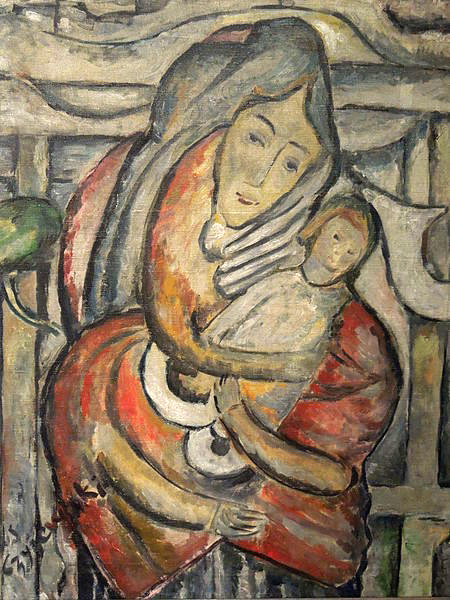
Tytus Czyżewski, Madonna, 1922

Pierwotnie Muzeum mieściło się na pierwszym piętrze dawnego ratusza przy Placu Wolności 1 i jego pełna nazwa brzmiała „Muzeum Historii i Sztuki im. Juliana i Kazimierza Bartoszewiczów” (od nazwiska donatora Kazimierza Bartoszewicza, który przekazał miastu rodzinną kolekcję sztuki w latach 1928–1930). Otwarcie pierwszej wystawy miało miejsce 13 kwietnia 1930 roku i tę datę dzisiejsze Muzeum Sztuki w Łodzi uważa za swój początek. Po raz pierwszy sztukę awangardową z kolekcji grupy „a.r” udostępniono publiczności 15 lutego 1931 r. Powierzenie w 1935 r. kierownictwa muzeum doktorowi Marianowi Minichowi zaowocowało, w pierwszym okresie, poszerzeniem zbiorów o dzieła dopełniające obrazu polskiej sztuki nowoczesnej, przede wszystkim formistów polskich, lwowskiej grupy nadrealistów Artes oraz reprezentatywne prace Jankiela Adlera i Karola Hillera.

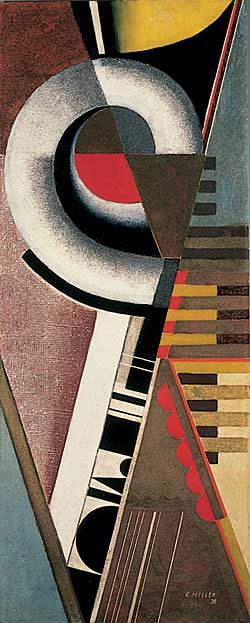
Karol Hiller, Kompozycja ze spiralą, 1928

Tuż po wojnie ważnym przedsięwzięciem było pozyskanie obrazów Aleksieja Jawleńskiego. Po drugiej wojnie światowej, Muzeum przeniesiono do jednego z pałaców rodziny Poznańskich – przy ulicy Więckowskiego 36, który od 1948 roku do dziś nadal jest jedną z jego siedzib. Dyrektorem został ponownie Marian Minich, który zaadaptował pałacowe sale na potrzeby muzeum oraz zaprosił do współpracy Władysława Strzemińskiego, który uzupełnił przestrzeń ekspozycyjną „salą Neoplastyczną”. Uzupełniono też kolekcję sztuki współczesnej m.in. pracami Jonasza Sterna, Jerzego Nowosielskiego, Aliny Szapocznikow.

Aleksiej Jawlensky, Głowa, 1931

W 1950 roku Muzeum zaczęło działać pod obecną nazwą: Muzeum Sztuki w Łodzi. Drugim dyrektorem muzeum został Ryszard Stanisławski, który kierował instytucją w latach 1966–1991. Dążył on do rozwoju międzynarodowej kolekcji sztuki nowoczesnej i współczesnej. W swej praktyce muzealnej kierował się koncepcją „muzeum jako instrumentu krytycznego”, preferując koncentrację kolekcji na zjawiskach postrzeganych jako otwarte, twórcze i autentyczne. Dzięki staraniom Stanisławskiego muzeum pozyskało pierwsze płótno z serii obrazów liczonych Romana Opałki (oraz kolejne), kolekcję wczesnych prac Krzysztofa Wodiczki, Mirosława Bałki oraz przedstawicieli Warsztatu Formy Filmowej. Muzeum otrzymało zespół nabytych u schyłku Praskiej Wiosny prac artystów czeskich (m.in. Jiříego Kolářa). Mateusz Grabowski, właściciel awangardowej galerii w Londynie, przekazał dzieła reprezentujące brytyjski pop-art i op-art (m.in. Dereka Boshiera, Bridget Riley, Pauline Boty). Artyści amerykańscy (np. Sam Francis, Lawrence Weiner, Barbara Kasten, Chris Burden) złożyli swe prace w drodze wymiany z artystami polskimi. Zespół przekazanych przez „Solidarność” prac z pierwszej Konstrukcji w procesie (m.in. Petera Downsbrough, Dana Grahama, Richarda Nonasa) wzbogacił muzealną reprezentację minimal art. W symbolicznym geście solidarności z polskim społeczeństwem Joseph Beuys podarował w ramach akcji „Polentransport 1981” ok. 300 prac ze swojego twórczego archiwum.

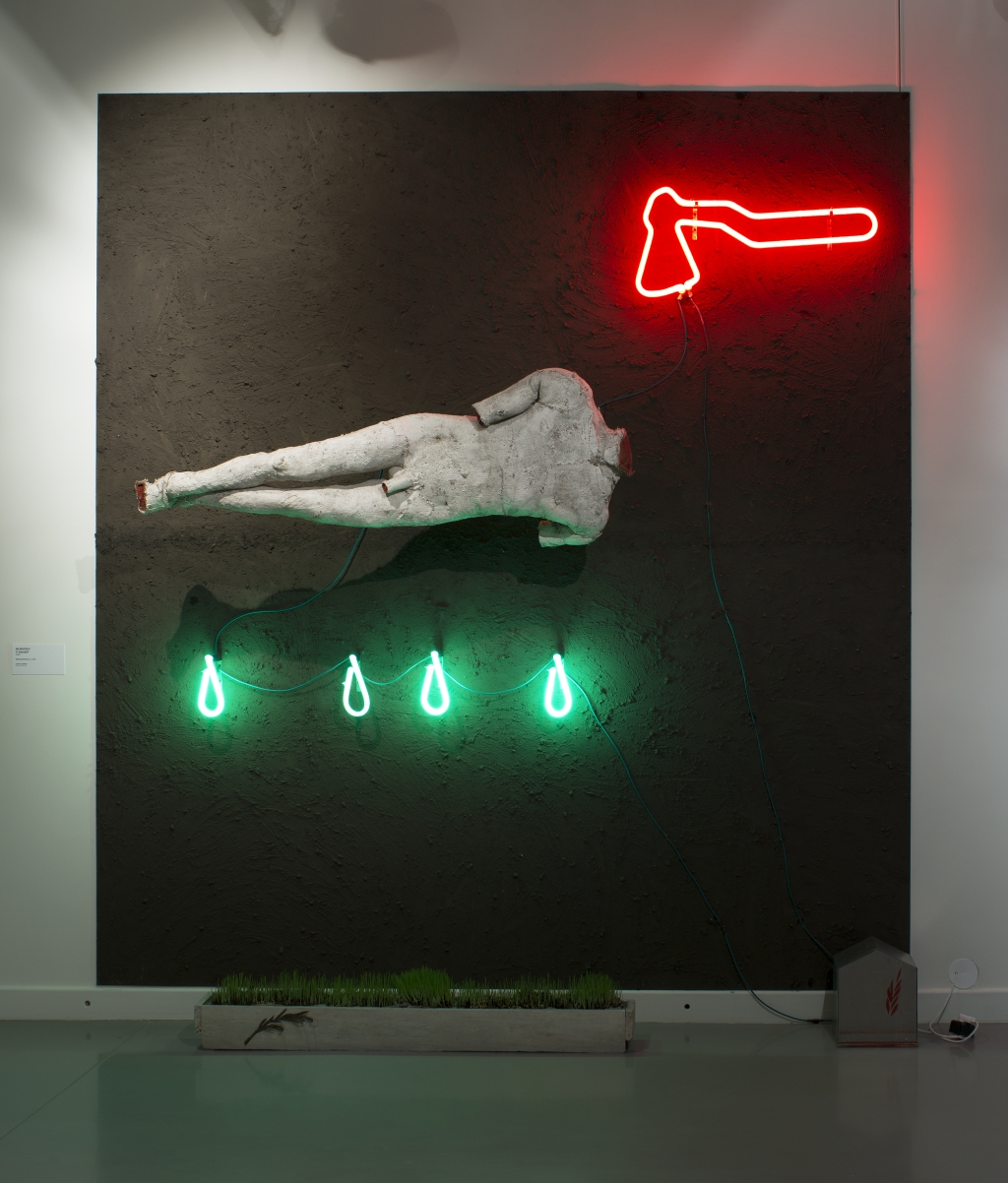
Mirosław Bałka, Św. Wojciech, 1987

Stałym problemem muzeum był niedostatek przestrzeni wystawienniczej. Na początku lat 70. XX doszło do rozpisania konkursu na nowy gmach muzeum, który nie został jednak zrealizowany z powodu kryzysu gospodarczego. W 1973 roku muzeum otrzymało rezydencję Edwarda Herbsta na Księżym Młynie. Szansa na budynek spełniający wymagania prezentacji sztuki awangardowej pojawiła się dopiero wraz z planami stworzenia Centrum Manufaktura w dawnej fabryce Izraela Poznańskiego.
Od 2006 roku dyrektorem muzeum został Jarosław Suchan. Dzięki wsparciu finansowemu ze strony Unii Europejskiej (w ramach Zintegrowanego Programu Operacyjnego Rozwoju Regionalnego), Ministra Kultury i Dziedzictwa Narodowego, Urzędu Wojewódzkiego, a także Urzędu Marszałkowskiego w Łodzi, doszło do rewitalizacji i modernizacji dawnej przędzalni w fabryce Izraela Poznańskiego. Jesienią 2008 roku uruchomiono oddział Muzeum Sztuki pod nazwą ms², z przestrzenią o powierzchni 3000 m², do której przeniesiono Kolekcję Sztuki XX i XXI wieku; kolejnych 600 m² powierzchni jest przeznaczona na organizację wystaw czasowych. Ekspozycja kolekcji zrywa z chronologicznym układem prac i pojęciem „wystawy stałej”. W ramach „pracy nad kolekcją” realizowane są kolejne projekty wystawiennicze, badające zgromadzone prace i na nowo odkrywające ich potencjał. Według złożeń programowych: awangarda nie jest traktowana jako etap zamknięty, należącym do przeszłości, ale jako zbiór idei, które wciąż mogą być istotne dla współczesnego odbiorcy. Muzeum prezentuje sztukę współczesna i awangardową w budynkach ms² i ms¹. W latach 2011–2013 trwał remont przestrzeni wystawienniczych w gmachu na ulicy Więckowskiego. W 2013 roku została także oddana po renowacji Willa Edwarda Herbsta, gdzie prezentowana jest Kolekcja Sztuki Dawnej.

## Dyrektorzy
- Marian Minich (1 stycznia 1935 – 1 września 1939 (jako kierownik), 20 lutego 1945 – 6 lipca 1965)[5]
- Ryszard Stanisławski (10 stycznia 1966 – 30 czerwca 1991)[6]
- Jaromir Jedliński (1991–1996)[7]
- Jacek Ojrzyński (p.o., 1996)[8]
- Nawojka Cieślińska-Lobkowicz (1996–1997)[9]
- Mirosław Borusiewicz (1997–2006)
- Jarosław Suchan (2006–2022)
- Andrzej Biernacki (15 listopada 2022[10]–24 lipca 2024)
- Daniel Muzyczuk (od 24 lipca 2024, jako p.o.)[11]

## Oddziały
ms¹, ul. Więckowskiego 36 (pałac Maurycego Poznańskiego) – znajduje się tu zaprojektowana przez Władysława Strzemińskiego Sala Neoplastyczna, która stanowiła centrum ekspozycji Międzynarodowej Kolekcji Sztuki Nowoczesnej grupy „a.r”. W 2008 roku kolekcję przeniesiono do budynku ms², samą Salę Neoplastyczną pozostawiono w miejscu powstania, a w przestrzeni wokół niej zaprezentowano prace współczesnych artystów odnoszących się do konstruktywistycznego dziedzictwa w ramach projektu „Sala Neoplastyczna. Kompozycja Otwarta”. W ms¹ na dwóch piętrach przestrzeni ekspozycyjnej realizowane są wystawy czasowe prezentujące interesujące zjawiska w sztuce współczesnej. W pałacowym ogrodzie odbywają się imprezy plenerowe, m.in. projekcje filmowe i koncerty. W budynku znajdują się także kawiarnia oraz dostępna dla wszystkich odwiedzających muzealna biblioteka.
W 2012 roku oddział został rozbudowany według projektu Heleny Kurmanowicz.
ms², ul. Ogrodowa 19 (budynek tkalni zakładów Izraela Poznańskiego) – miejsce eksperymentalnej pracy z Kolekcją XX i XXI wieku. Zbiory muzeum prezentowane są wokół wątków, które twórcy wystaw uważają za istotne dla współczesnego odbiorcy. Na parterze oddziału zaaranżowano przestrzeń wystaw czasowych – poruszających przede wszystkim zagadnienia związane z awangardowym dziedzictwem. W budynku znajduje się przestrzeń dla warsztatów i innych działań edukacyjnych oraz sala multimedialna, służąca m.in. do realizacji wykładów i projekcji filmowych. W budynku mieści się również kawiarnia „Awangarda” oraz księgarnia artystyczna.
Muzeum Pałac Herbsta, ul. Przędzalniana 72 (zespół pałacowo-parkowy Edwarda Herbsta) – w odrestaurowanej rezydencji, należącej niegdyś do rodziny łódzkich przemysłowców, można obejrzeć kolekcję sztuki dawnej (przede wszystkim XIX wiek) wystawę wnętrz pałacowych z przełomu XIX i XX wieku oraz ekspozycję opowiadającą losy fabrykanckiej rodziny Herbstów.

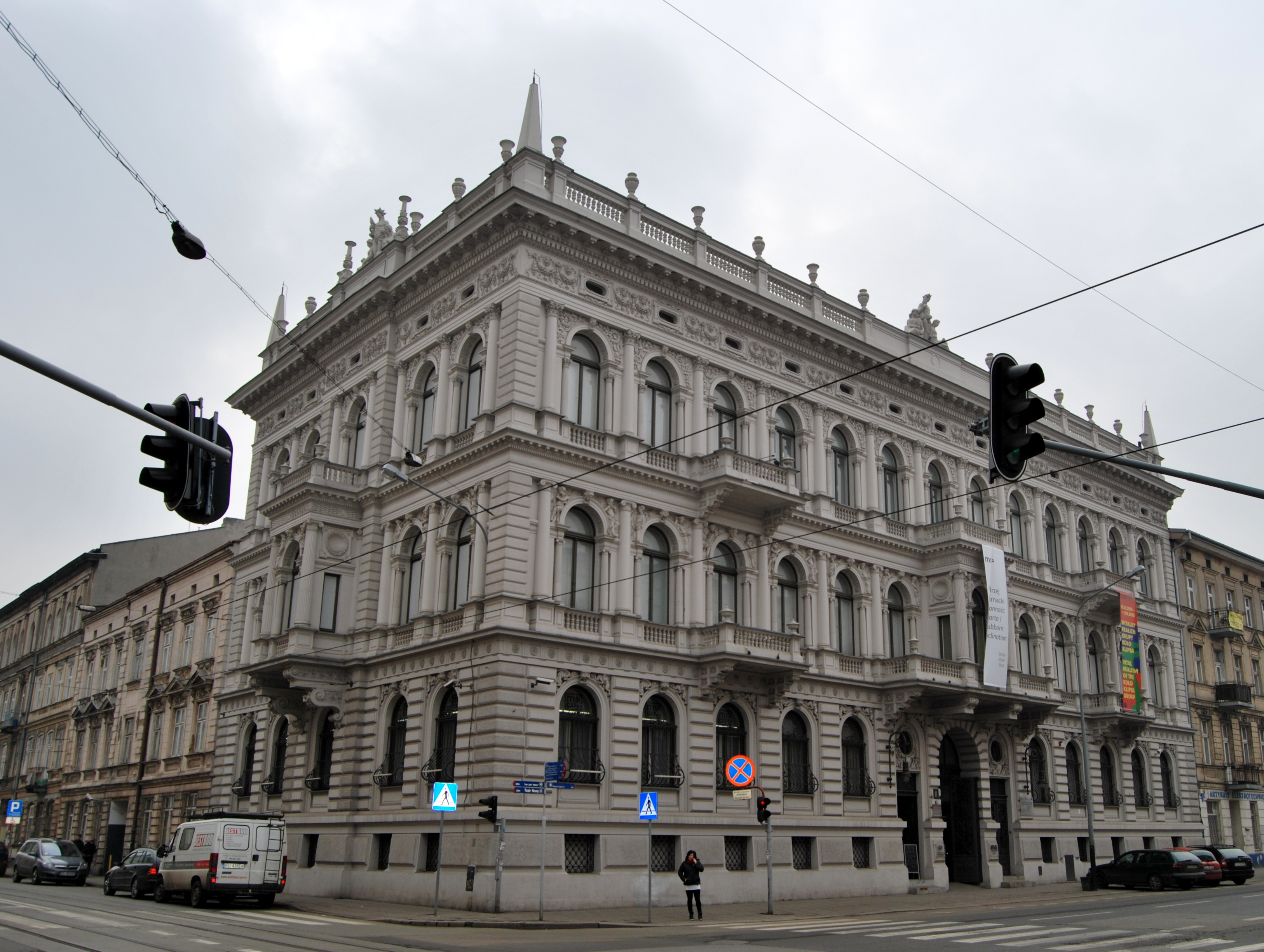
(ms¹) Pałac M. Poznańskiego, (ul. Więckowskiego 36)
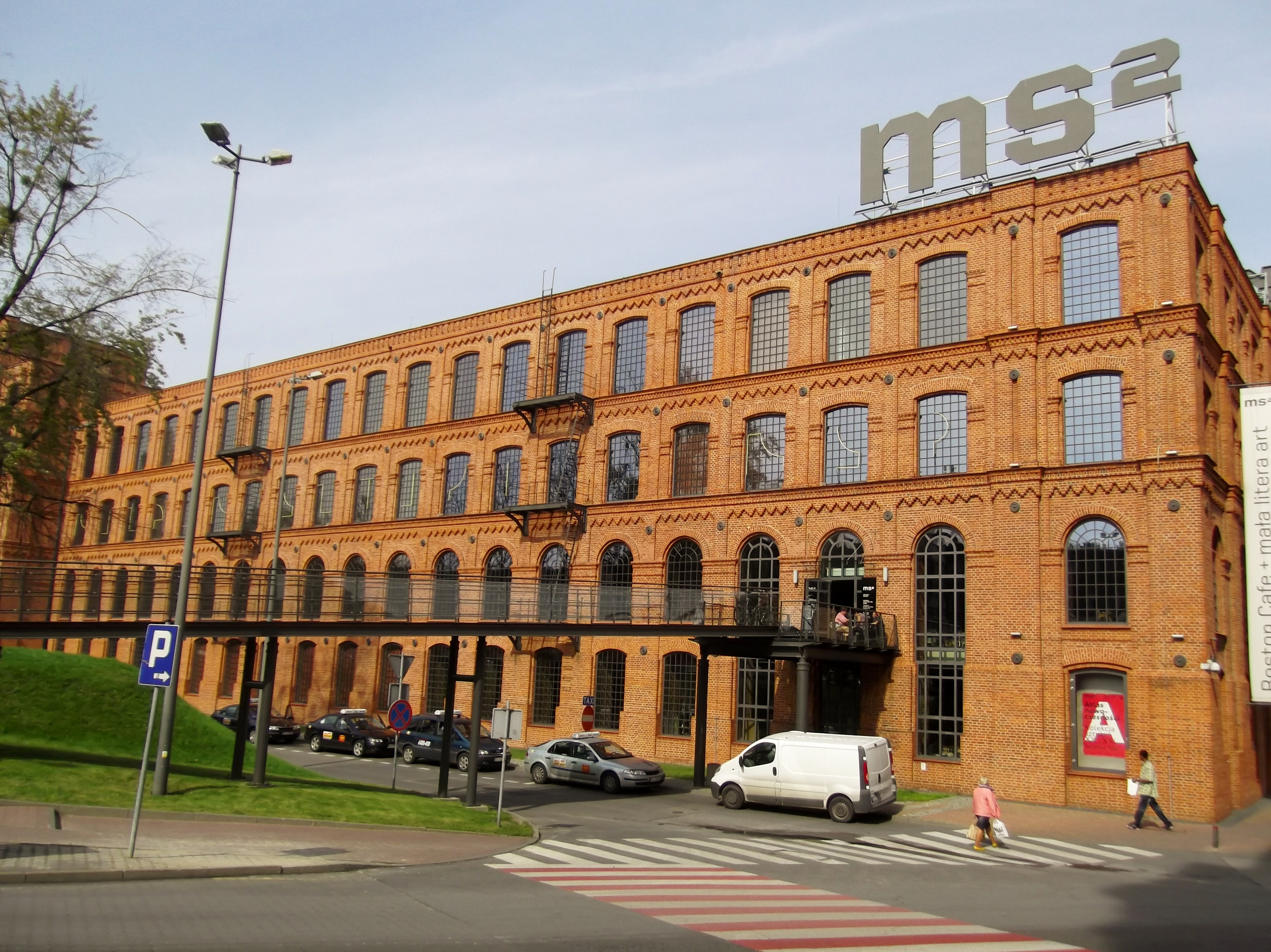
(ms²) Dawna fabryka Izraela Poznańskiego, Kolekcja Sztuki XX i XXI w., (ul. Ogrodowa 19)
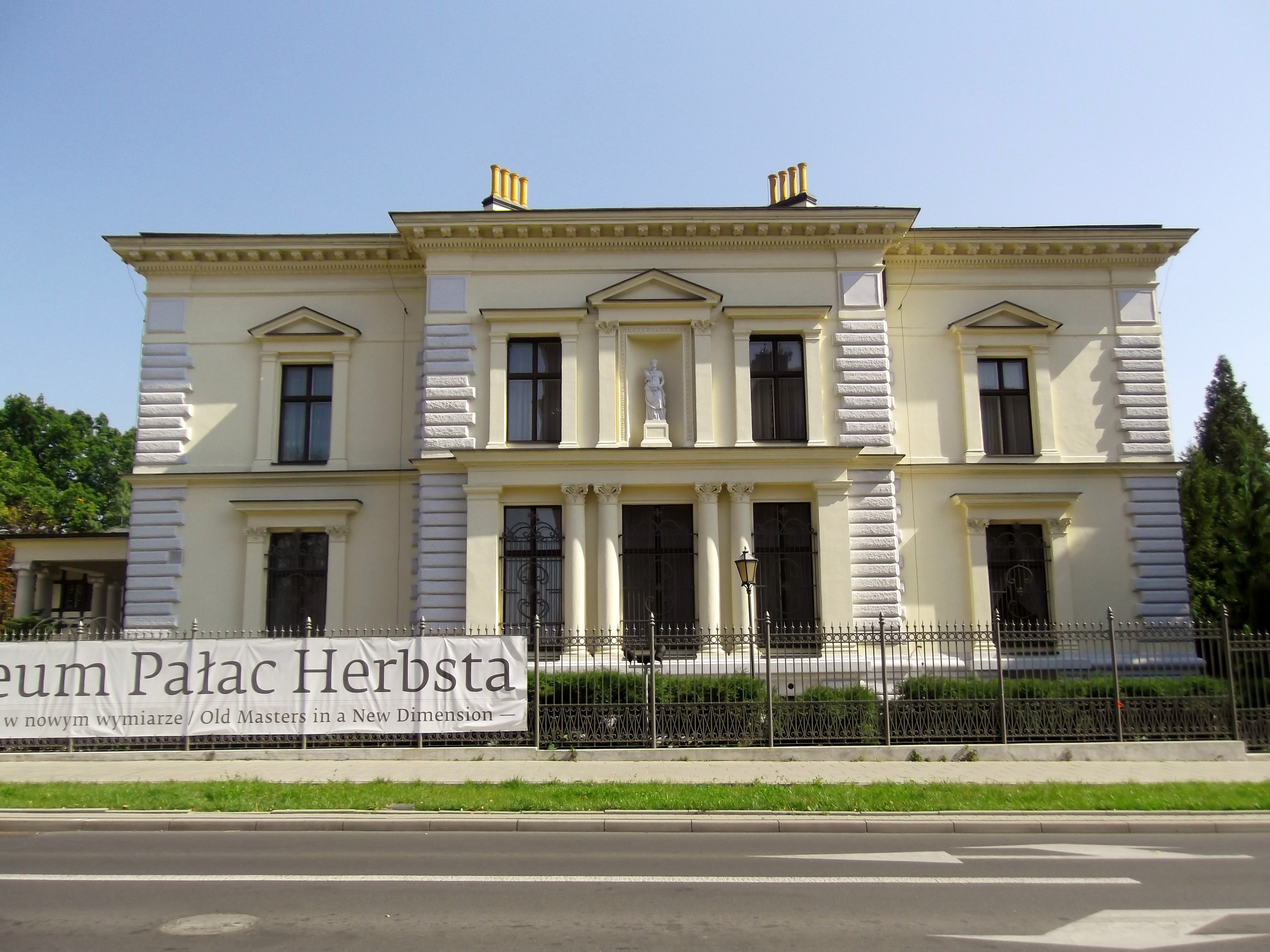
Willa Edwarda Herbsta, Kolekcja Sztuki Dawnej (ul. Przędzalniana 72)

## Kolekcja sztuki XX i XXI wieku
Kolekcja obejmuje dzieła z zakresu malarstwa, rzeźby i obiektów przestrzennych, rysunku, grafiki oraz fotografii, wideo i instalacji. Jest największą i najstarszą muzealną kolekcją sztuki nowoczesnej w tej części Europy. Kolekcja łódzkiego Muzeum Sztuki została zapoczątkowana przez członków grupy „a.r.", Władysława Strzemińskiego, Katarzynę Kobro, Henryka Stażewskiego, Juliana Przybosia i Jana Brzękowskiego, którzy od 1929 roku gromadzili zbiory sztuki nowoczesnej. Po raz pierwszy udostępniono je publiczności w lutym 1931 roku w pierwszej siedzibie muzeum przy placu Wolności. Po 1945 kolekcja była uzupełniana przede wszystkim o prace artystów współczesnych.
Kolekcja składa się z dzieł takich twórców, jak: Max Ernst, Władysław Strzemiński, Katarzyna Kobro, Kurt Schwitters, Kazimierz Podsadecki, Enrico Prampolini, Janusz Maria Brzeski, Teresa Żarnower, Mieczysław Szczuka, Włodzimierz Borowski, Derek Boshier, Christian Boltanski, Joseph Beuys, Bridget Riley, Alina Szapocznikow, Ewa Partum, Krzysztof Wodiczko, Edward Krasiński, Ali Kazma, Barbara Hammer, Agnieszka Kalinowska, Zofia Kulik, Jadwiga Maziarska, Erna Rosenstein, Jadwiga Sawicka, Ahlam Shibli, Mladen Stilinović, Mona Vătămanu & Florin Tudor, Haegue Yang, Konrad Smoleński, Cezary Bodzianowski, Zbigniew Libera, Artur Żmijewski, Julita Wójcik, Antje Majewski i Allan Sekula.

## Atlas nowoczesności. Kolekcja sztuki XX i XXI wieku
Otwarta 24 lutego 2014 roku w ms², oddziale Muzeum Sztuki w Łodzi, prezentacja kolekcji obejmującej dzieła sztuki artystów tworzących w XX i XXI wieku. Ekspozycja zajmuje trzy piętra należącego do Muzeum Sztuki budynku w kompleksie łódzkiej Manufaktury. Na wystawie, której powierzchnia wynosi w sumie 2700 m², można oglądać ponad 200 obiektów, ich liczba zmienia się wraz z kolejnymi projektami wystawienniczymi realizowanymi w tej przestrzeni.
„Atlas nowoczesności” to kolejny etap trwających od 2008 roku w Muzeum Sztuki w Łodzi prac z kolekcją, „których celem jest badanie, reinterpretacja i aktualizowanie znaczeń znajdujących się w niej dzieł”. Wystawa odwołuje się do koncepcji historyka sztuki Aby Warburga i jego projektu „Atlas Mnemozyne”, zrywa z chronologicznym układem dzieł i ideą wystawy stałej. Na ekspozycji „zrezygnowano z klasycznej muzealnej linearności, sadowiącej zbiory na osi czasu i gromadzącej je w szkoły, nurty, style czy tendencje”. Prace koncentrują się wokół 14 zagadnień związanych z pojęciem nowoczesności: „muzeum”, „autonomia”, „kapitał”, „maszyna”, „miasto”, „postęp”, „eksperyment”, „propaganda”, „norma”, „tradycja”, „katastrofa”, „ja”, „emancypacja”, „rewolucja”; „tworząc wokół każdego z nich »kolaż« z dzieł pochodzących z różnych okresów i reprezentujących różne estetyki i artystyczne postawy, wystawa stawia pytania, jak zmieniał się charakter tych zjawisk, ich postrzeganie i jak dalece kształtują one dzisiejszą rzeczywistość”.
Wystawę przygotował zespół kuratorski pod kierunkiem dyrektora muzeum Jarosława Suchana w składzie: Aleksandra Jach, Paulina Kurc-Maj, Maria Morzuch, Anna Saciuk-Gąsowska, Joanna Sokołowska, Katarzyna Słoboda i Magdalena Ziółkowska.

## Kolekcja Sztuki Dawnej XVI–XX wieku
Kolekcja Sztuki Dawnej obejmuje malarstwo polskie i obce, zwłaszcza szereg dzieł malarzy polskich z XIX i przełomu XIX oraz XX w., w tym kilka obrazów zaliczanych do arcydzieł malarstwa polskiego; „Portret matki” Henryka Rodakowskiego, „Napoleon na koniu” Piotra Michałowskiego, „Śpiący Mietek” Stanisława Wyspiańskiego, „Sobieski w Częstochowie” Jana Matejki.
Kolekcja stanowi reprezentatywny przegląd malarstwa polskiego od epoki sarmackiej (portret sarmacki XVII–XVIII w., m.in. Józefa Faworskiego) i stanisławowskiej (dzieła Marcella Bacciarellego, Jana Piotra Norblina), poprzez główne nurty sztuki XIX w. (m.in. obrazy Wojciecha Gersona, Witolda Pruszkowskiego, Józefa Chełmońskiego, Aleksandra Gierymskiego, Leona Wyczółkowskiego), po epokę Młodej Polski (m.in. obrazy Olgi Boznańskiej, Stanisława Wyspiańskiego, Józefa Mehoffera, Jacka Malczewskiego, a także rzeźba Xawerego Dunikowskiego).

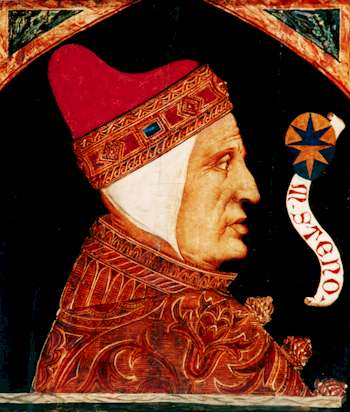
Portret doży Michele Steno, I poł. XV w.

Kolekcja europejskiej sztuki dawnej obejmuje dzieła z zakresu malarstwa, rysunku, grafiki i rzeźby powstałe między XVI a początkiem XX wieku.
Wśród cennych obiektów dokumentujących początki malarstwa nowożytnego należy wymienić z kolei Portret doży Michele Steno, wiązanego ze szkołą wenecką 1. poł. XV w., oraz Portret elektora saskiego Fryderyka III Mądrego, pochodzący z kręgu Lucasa Cranacha starszego. Siedemnastowieczne malarstwo krajów północnych ilustrują dzieła Daniela de Bliecka, Gillisa Claesza d'Hondecoetera, Reiniera de la Haye, Nicolaesa Maesa, Claesa Corneliszoona Moeyaerta, Fransa Snydersa.
Pośród obrazów mistrzów włoskich doby baroku na uwagę zasługują: Martwa natura z rybami Giuseppe Recco, Alegoria zbiorów jesiennych wiązana z Giovannim Battistą Ruoppolo i Mężczyzna zadumany nad książką przypisywany Giuseppe Nogariemu. W dziale jest również kompozycja Rosa da Tivoli, przedstawiająca idylliczną scenę pasterską.
Muzeum posiada również interesujący zespół malarstwa rosyjskiego 2. poł. XIX i początku XX w. z obrazami Ilji J. Riepina, Konstantina Korowina i Iwana K. Ajwazowskiego. Różnorodność tendencji artystycznych w sztuce europejskiej końca XIX i początku XX w. można obserwować na przykładzie dzieł takich artystów jak: Paul Signac czy Oswald Achenbach.
Spośród dzieł graficznych na szczególną uwagę zasługują prace Portret Ludwika XVI w stroju koronacyjnym Charles’a Clémenta Bervica oraz Śpiący zbór Williama Hogartha.
Łącznie zbiór sztuki dawnej europejskiej liczy 1600 obiektów.

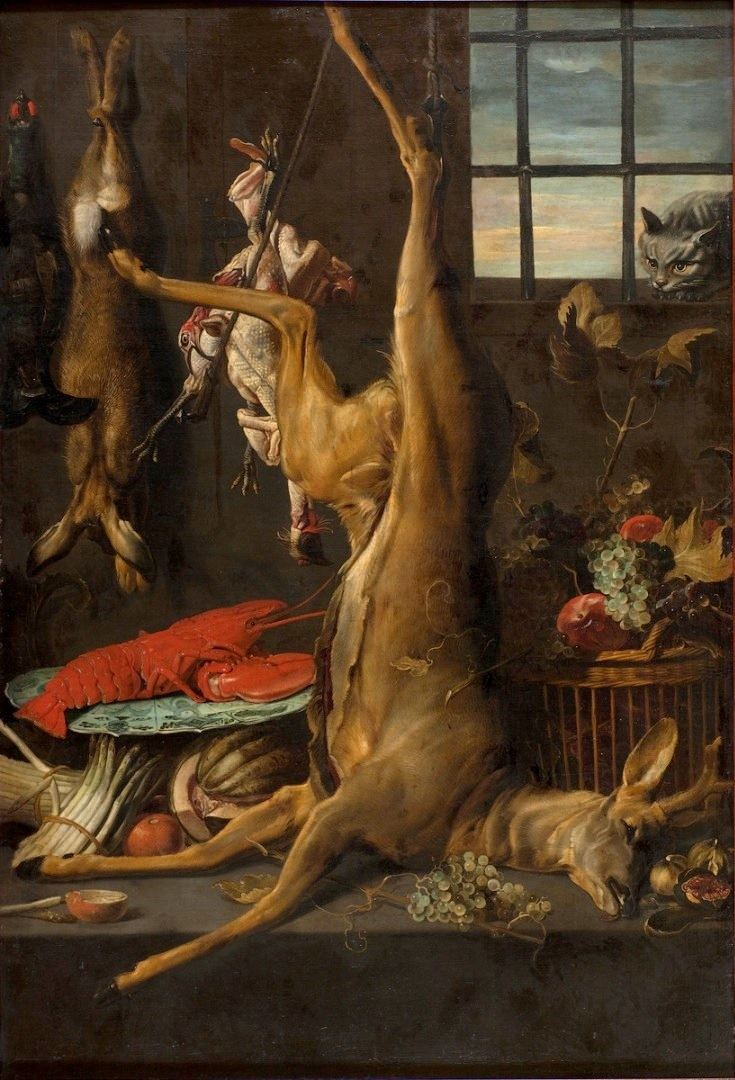
Frans Snyders, Martwa natura z sarną, ok. 1612
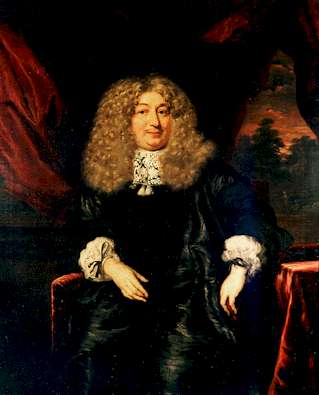
Nicolaes Maes, Portret mężczyzny w peruce, 1676
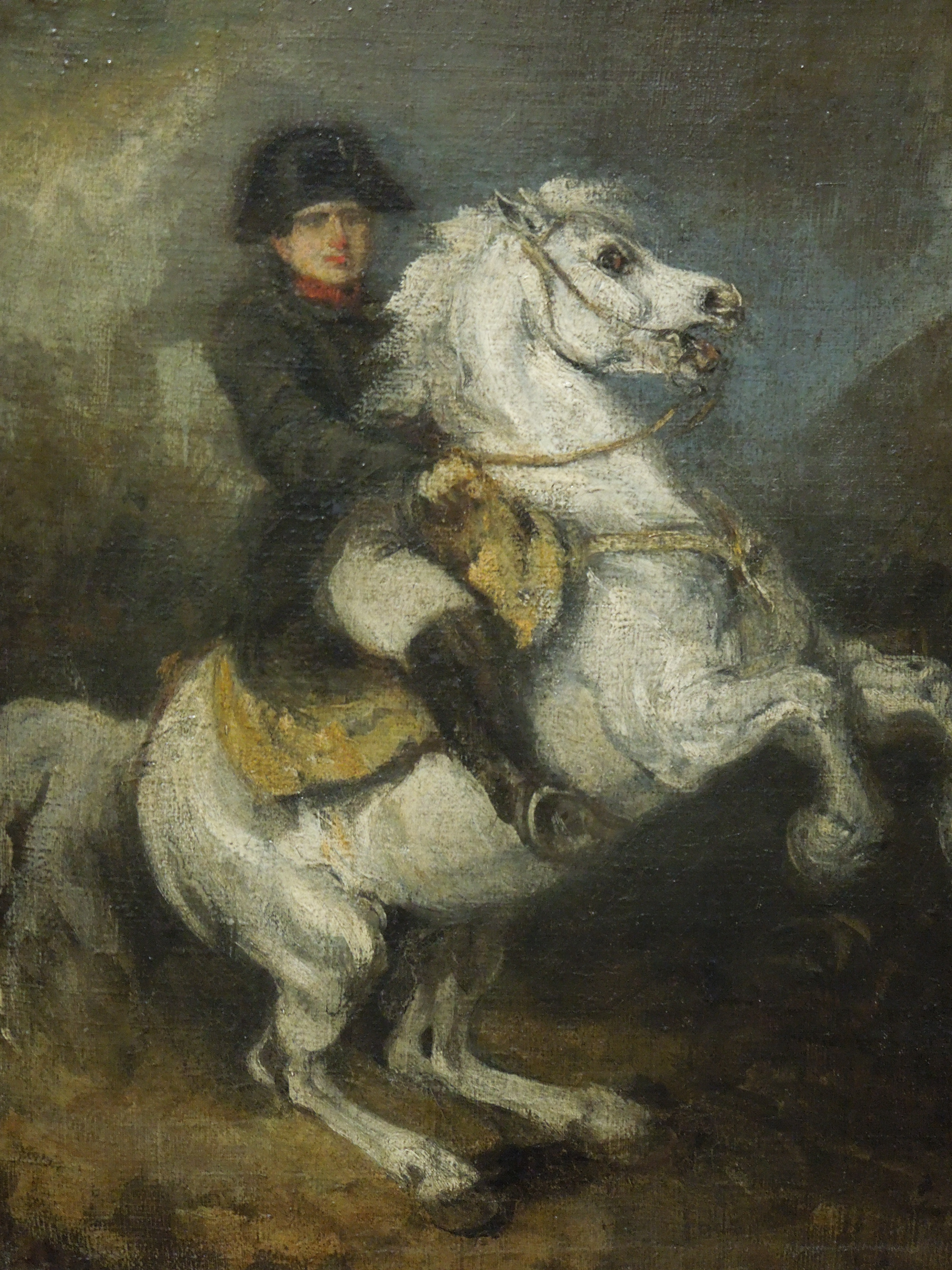
Piotr Michałowski, Napoleon na koniu, 1837
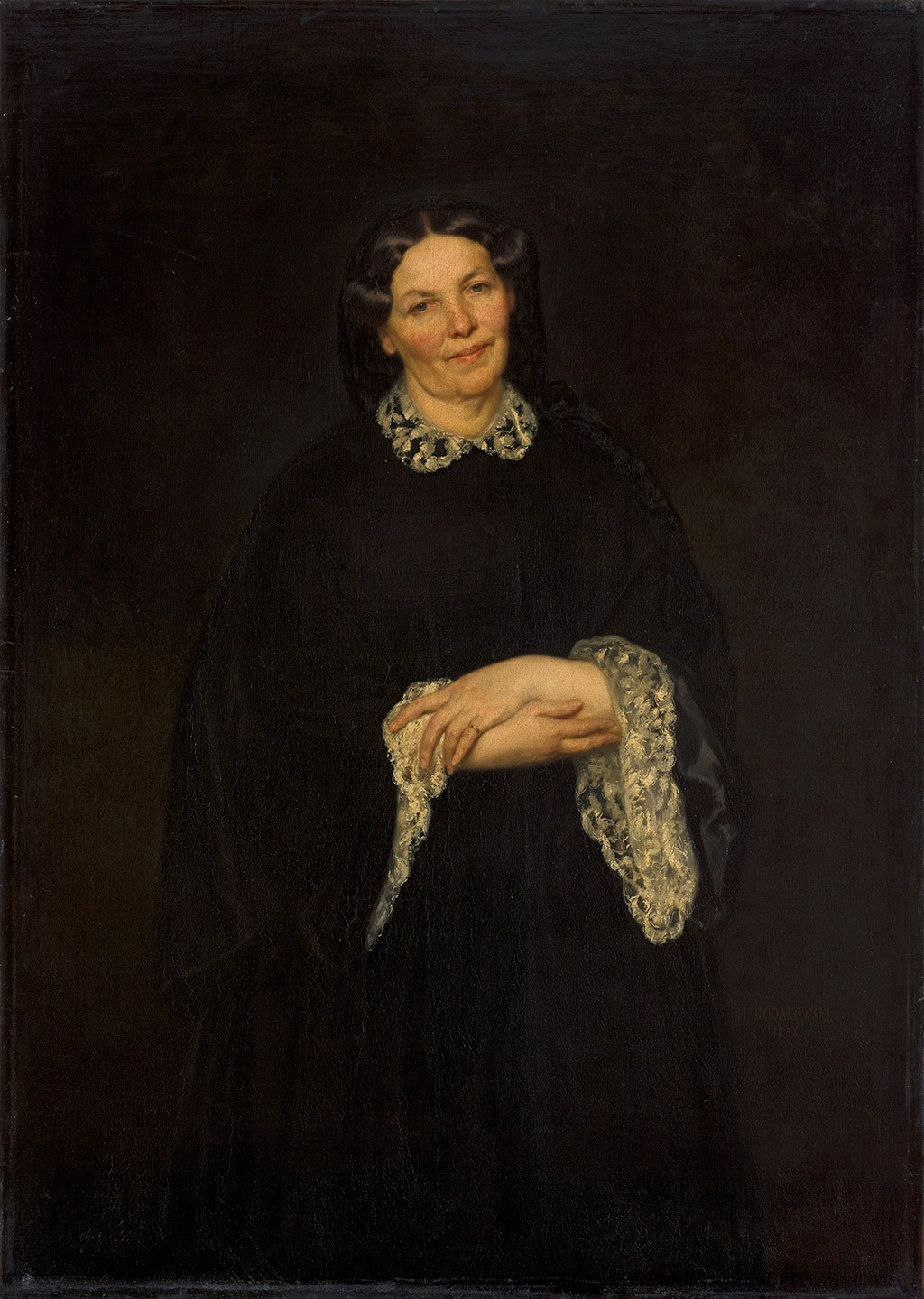
Henryk Rodakowski, Portret matki, 1853
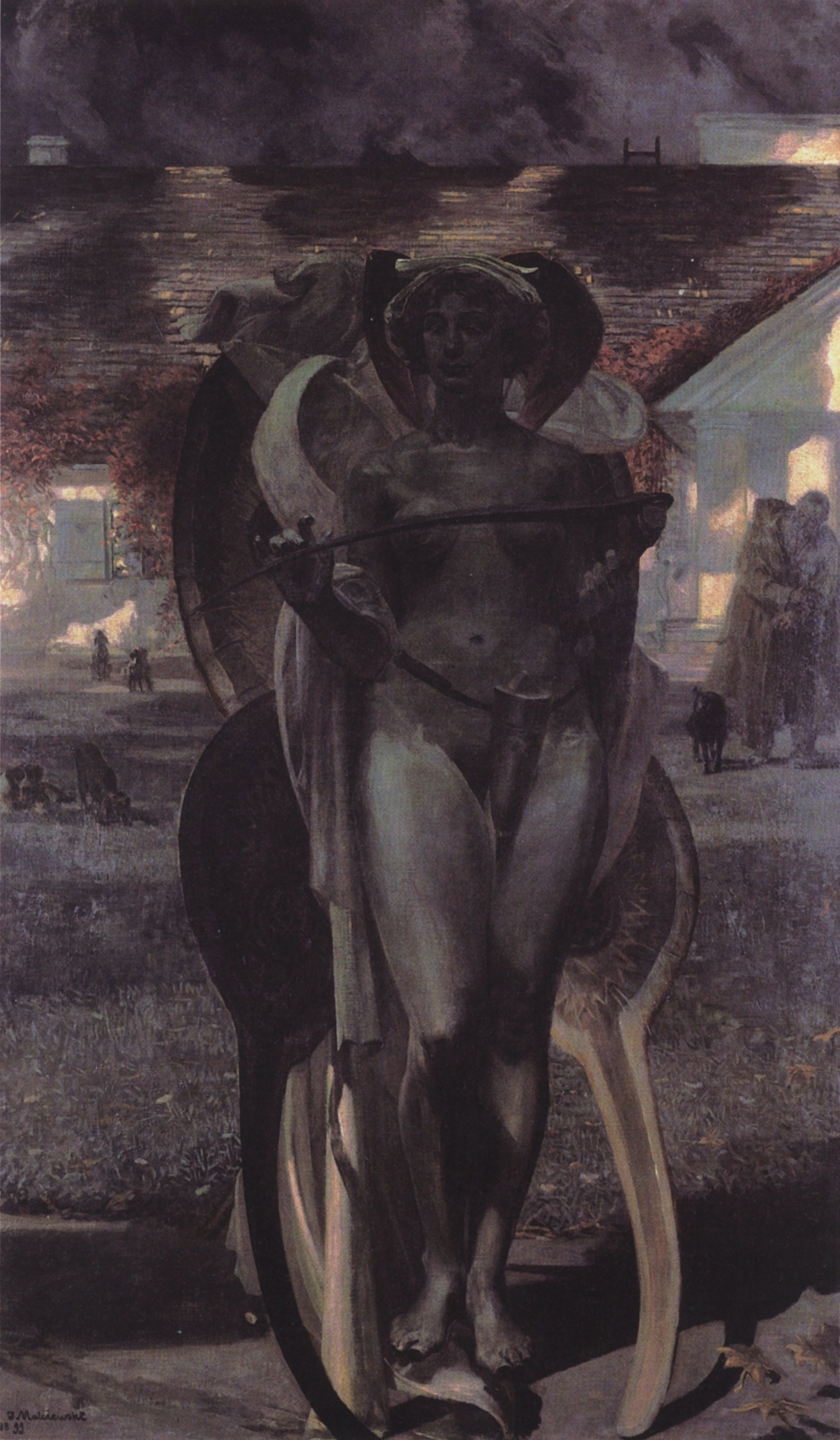
Jacek Malczewski, Thanatos II, 1899
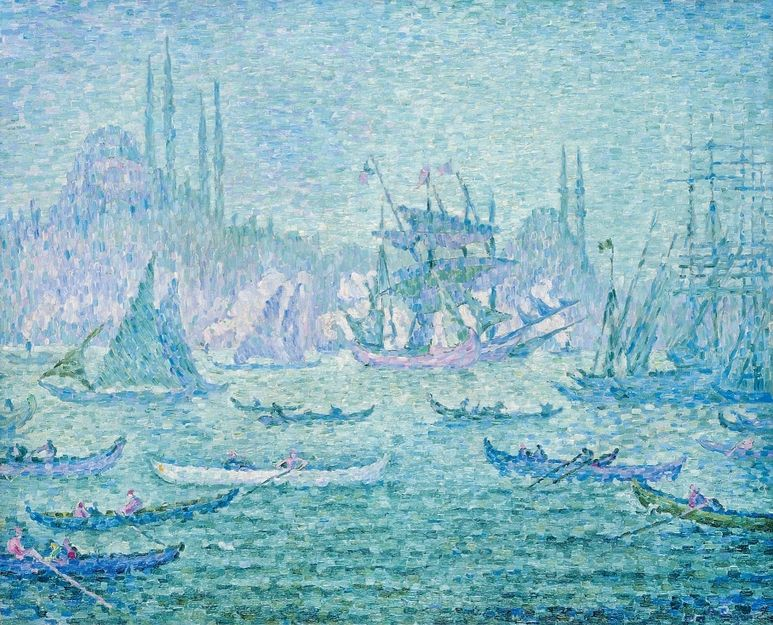
Paul Signac, Widok Złotego Rogu w Konstantynopolu, 1907

## Działalność edukacyjna i popularyzująca sztukę
Jednym z celów tworzenia kolekcji grupy „a.r.” oraz kontynuującej jej starania instytucji Muzeum było popularyzowanie wiedzy o sztuce i prezentowanie osiągnięć sztuki awangardowej możliwe szerokiemu gronu odbiorców. Muzeum realizuje ten postulat m.in. poprzez współpracę z innymi muzeami na świecie, działalność wydawniczą, edukacyjną (warsztaty, wykłady, oprowadzania), a także medialną (Muzeum Sztuki przy współpracy z TVP kultura realizuje program „Kulturanek”). W 2015 roku została wydana monografia muzeum przedstawiająca historię muzeum.

## ms opus
Projekt o nazwie ms opus – efekt współpracy Muzeum Sztuki i firmy Opus Film – dokumentuje wystawy i przybliża sylwetki artystów oraz kuratorów. Dzięki filmowym relacjom z wystaw publikowanym w Internecie szeroka publiczność może lepiej zapoznać się z projektami wystawienniczymi Muzeum.

## ms club
ms club to program mający na celu stworzenie społeczności wokół muzeum, a także pełniący rolę abonamentu pozwalającego na bezpłatny wstęp na wystawy i wydarzenia. Członkowie otrzymują karty, obecnie istnieją dwa rodzaje: MS CLUB i MS CLUB STUDENT.

## Nagroda ms
Nagroda ms przyznawana jest za szczególne zasługi w zakresie mecenatu, promowania Muzeum czy innej formy aktywnego zabiegania o jego interesy w Polsce i za granicą. Nagroda przyznawana jest instytucjom, firmom, przedstawicielom mediów i osobom prywatnym jako forma uznania dla ich działalności oraz promowania aktywnej postawy w kulturze Muzeum w minionym roku.
Dotychczasowi laureaci Nagrody ms:
- 2009: Marzena Bomanowska (za rok 2008), za pomoc w promowaniu wydarzeń Muzeum Sztuki, a w szczególności otwarcie ms2
- 2010: Jarosław Przyborowski (za rok 2009), dzięki któremu możliwy stał się zakup do kolekcji Muzeum pracy Daniela Burena Cabane éclatée
- 2011: Piotr Dzięcioł (za rok 2010), za pomoc w realizacji filmów z każdej wystawy w ramach projektu „ms opus”
- 2012: Bank Pekao
- 2013: Łódzkie Towarzystwo Zachęty Sztuk Pięknych
- 2014: TVP kultura

## Nagroda im. Katarzyny Kobro
Pomysłodawcą idei dorocznej Nagrody im. Katarzyny Kobro, nagrody wręczanej przez artystów wybranemu twórcy, jest Józef Robakowski z początkowym udziałem zmarłej Niki Strzemińskiej, córki Katarzyny Kobro i Władysława Strzemińskiego. Celem projektu jest uhonorowanie postawy progresywnej i poszukującej, Artysty otwartego na wymianę myśli bezinteresownego inicjatora zdarzeń kulturowych. Do 2011 roku nagroda była przyznawana przez Galerię Wschodnią, jednak w 2011 roku Dariusz Bieńkowski (fundator nagrody) i Józef Robakowski przenieśli nagrodę do Muzeum Sztuki w Łodzi. Nagroda im. Katarzyny Kobro przyznawana jest w grudniu każdego roku przez kolegium złożone z przedstawicieli różnych dziedzin sztuki.